# Sielsowiet Zdzitów
Sielsowiet Zdzitów (biał. Здзітаўскі сельсавет, ros. Здитовский сельсовет) – sielsowiet na Białorusi, w obwodzie brzeskim, w rejonie bereskim, z siedzibą w Zdzitowie.
Według spisu z 2009 sielsowiet Zdzitów zamieszkiwało 1245 osób w tym 1113 Białorusinów (89,40%), 87 Polaków (6,99%), 30 Rosjan (2,41%), 13 Ukraińców (1,04%) i 2 osoby innej narodowości.

## Miejscowości
- agromiasteczko:
  - Zdzitów
- wsie:
  - Dziahelec
  - Kolonia (hist. Kolonia Moszkowicze)
  - Moszkowicze
  - Pieszczanka
  - Szylin
  - Szylinek
  - Uhlany